# Бутківський Віктор Володимирович
Віктор Володимирович Бутківський (29 квітня 1959 р.; смт. Поліське Київської області — 27 листопада 2024) — Народний депутат України, член Партії регіонів.

## Освіта
У 1982 р. закінчив Київське вище танкове інженерне училище, спеціальність — гусеничні та колісні машини, кваліфікація — офіцер з вищою військово-спеціальною освітою, військовий інженер — механік.
У 2003 р. закінчив Дніпропетровський регіональний інститут державного управління НАДУ при Президентові України, спеціальність — державне управління, кваліфікація — магістр державного управління.

## Трудова діяльність
Після закінчення училища надходить у розпорядження Головнокомандувача групи Радянських військ у Німеччині, і впродовж десяти років проходить шлях від заступника командира роти до командира батальйону в Закавказькому військовому окрузі, де бере безпосередню участь у бойових діях.
1992–1995 рр. — заступник командира окремої мобільної бригади в м. Донецьку.
У 1995 р. переводиться в Дніпропетровську область командиром окремого мобільного механізованого полку цивільної оборони України в м. Верхівцеве.
У 1998 р. призначений на посаду начальника управління — заступника начальника цивільної оборони Дніпропетровської області управління з питань надзвичайних ситуацій та цивільного захисту населення Дніпропетровської облдержадміністрації.
З листопада 2001 р. по грудень 2003 р. — начальник управління — заступник начальника цивільної оборони Дніпропетровської області Головного управління з питань надзвичайних ситуацій і справах захисту населення від наслідків Чорнобильської катастрофи Дніпропетровської облдержадміністрації.
З грудня 2003 р. по листопад 2005 р. — начальник Головного управління МНС України в Дніпропетровській області.
2005–2007 рр. — начальник управління профпідготовки та координації дій аварійно-рятувальних формувань Штабу державної воєнізованої аварійно-рятувальної служби МНС України.
З травня 2007 і до 2012 р. — начальник Головного територіального управління МНС у Дніпропетровській області.

## Політична діяльність
Депутат Дніпропетровської обласної ради VI скликання.
На парламентських виборах 2012 р. був обраний Народним депутатом Верховної Ради України від Партії регіонів по одномандатному мажоритарному виборчому округу № 29. За результатами голосування отримав перемогу набравши 41,40 % голосів виборців. Голова підкомітету цивільного захисту населення, діяльності державних аварійно-рятувальних служб, пожежної безпеки Комітету Верховної Ради з питань екологічної політики, природокористування та ліквідації наслідків Чорнобильської катастрофи.

## Нагороди
Орден «За заслуги» III ступеня (2007).